# Uimon-Steppe
Die Uimon-Steppe (russisch Уймонская степь Uimonskaja step) ist eine Hochebene mit steppenartiger Vegetation im Südwesten des russischen Teils des Altaigebirges, im Südwesten Sibiriens.
Die Uimon-Steppe hat eine Ost-West-Ausdehnung von 35 km und eine Breite in Nord-Süd-Richtung von 10 bis 12 km. Sie liegt auf einer Höhe von  etwa 900 m. Die Ebene wird vom linken Ob-Quellfluss Katun durchflossen. Südlich erhebt sich der Katun-Kamm (Katunski chrebet), das höchste Bergmassiv des Altais mit der 4506 m hohen Belucha; nördlich der Ebene liegt der Terekta-Kamm (Terektinski chrebet).
Administrativ gehört das Gebiet zum Rajon Ust-Koksa der Republik Altai. Das Verwaltungszentrum Ust-Koksa ist die größte Siedlung im Bereich der Uimon-Steppe.